# شهرستان ماویه
ناحیهٔ ماویه (به عربی: مدیریة ماویة) یک ناحیه در یمن است که در استان تعز واقع شده‌است.
ناحیهٔ ماویه ۱۲۹٬۷۶۵ نفر جمعیت دارد.